# إسبرطة (لاكونيا)
إسبرطة (باليونانية: Σπάρτη) هي مدينة وبلدية في مقاطعة لاكونيا، اليونان. وهي تقع علي موقع إسبرطة القديمة. البلدية تم دمجها مع 6 بلديات قريبة في 2011، بحيث أصبح التعداد السكاني الكلي في 2011 35.259 نسمة، ومنهم 17.408 نسمة يعيشون في مدينة إسبرطة نفسها.

## التاريخ

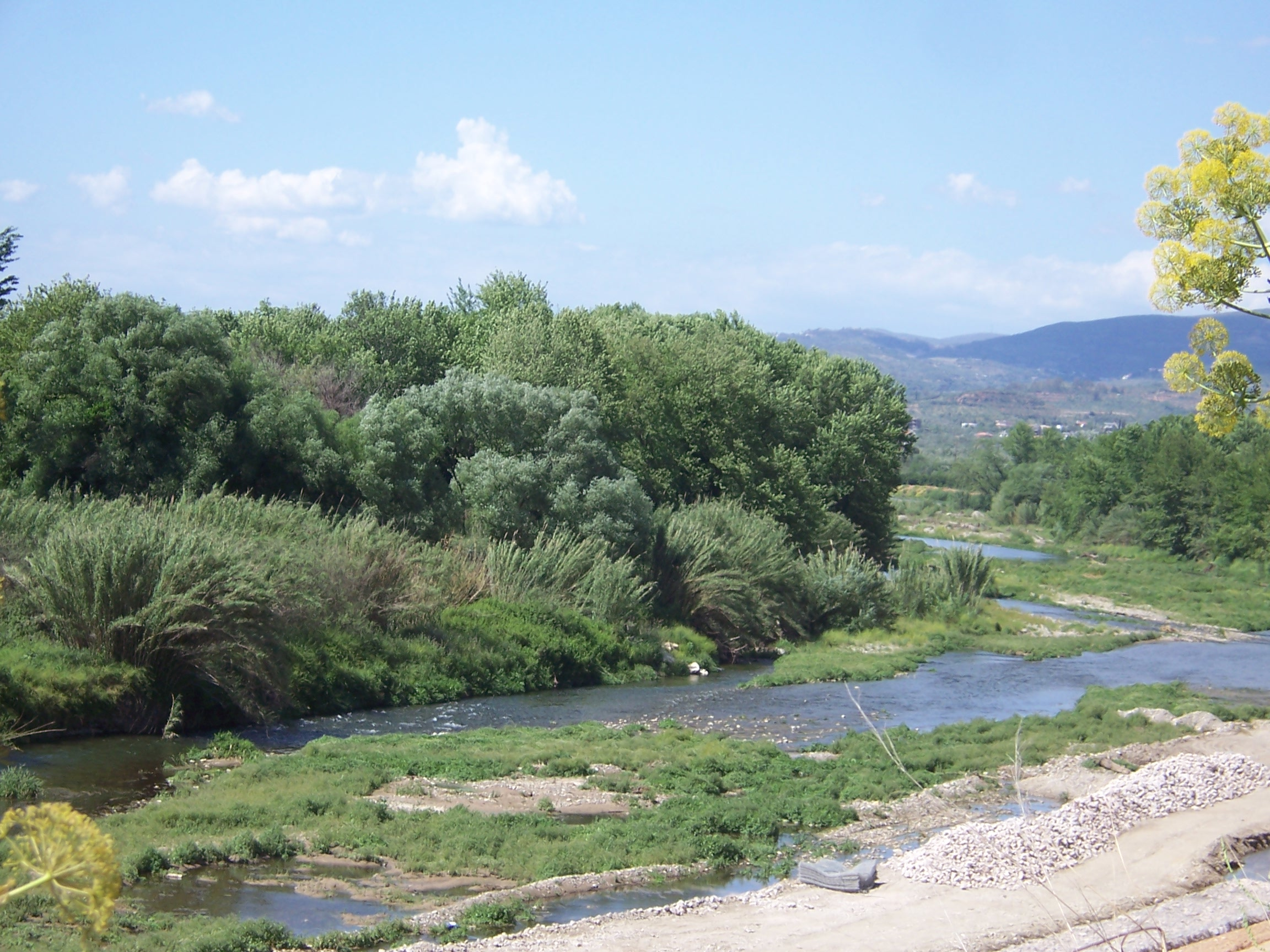
نهر يوروتاس في خارج مدينة أسبرطة.

بداية في القرن الثالث عشر، المركز السياسي والثقافي في لاكونيا انتقل إلى ميستراس، فيما يبعد 4 كم إلى الشرق. مستعمرة اسبرطة القديمة والتي تُسمي «ليستامونيا» بقيت موجودة مع قلة قليلة من السكان. حتي الأوقات الحديثة تم استبدالها بمدينة تضم عدة مئات من السكان والذين يعيشون في وسط الركام، في ظل ميستراس. عائلة باليولوغوس (آخر سلالة الإمبراطورية اليونانية البيزنطية) عاشوا أيضاً في ميستراس. مقاطعة ديسبوتات مورية قد تم احتلالها من قبل العثمانيين تحت حكم محمد الفاتح في 1460.
في 1834، بعد حرب الاستقلال اليونانية، الملك أوتو الحاكم علي اليونان صرح بأن بلدية أسبرطة يجب أن توسع إلي مدينة. أسبرطة الحديثة، عاصمة مقاطعة لاكونيا، تقع علي السفح الشرقي من جبل تايجتوس في وادي نهر يوروتاس.بُنيت المدينة علي اسبرطة القديمة. إلي الجنوب الغربي يقع جبل تايجتوس، إلى الشرق من المدينة تقع سلسلة جبال بانون، والتي غالباً ما تكون مغطاة بالغابات ونبات الشوح وأنواع الصنوبر الأخري.
أسبرطة الحديثة ترجع إلي 20 أكتوبر 1834، حينما أصدر الملك أوتو قراراً ببناء مدينة جديدة. مخططي المدن البافارين، يرأسهم القس ستايفرت، صمموا المدينة لتستوعب 100.000 مواطن ويعتمد البناء على نمط العمارة الكلاسيكية الجديدة.
اليوم أسبرطة تحافظ على تصميمها الجيد، بضم الساحات الكبيرة والشوارع الواسعة المتراصة مع الأشجار، في حين أن عدة مباني قديمة أخرى بقيت في حالة جيدة. مدينة أسبرطة هي المركز الاقتصادي والإداري والثقافي لمقاطعة لاكونيا. عامل مهم في تطوير المدينة هو الوحدتين الإدارتين وهما جامعة البيلوبونيز و معهد التعليم التكنولوجي في أثينا.
الساحة المتمركزة في منتصف المدينة تضم المبنى الأكثر رمزية في نمط البناء الكلاسيكي الحديث وهو مركز المدينة. يُني في 1909، مركز المدينة يحمل بصمة المعمار اليوناني.

## البلديات

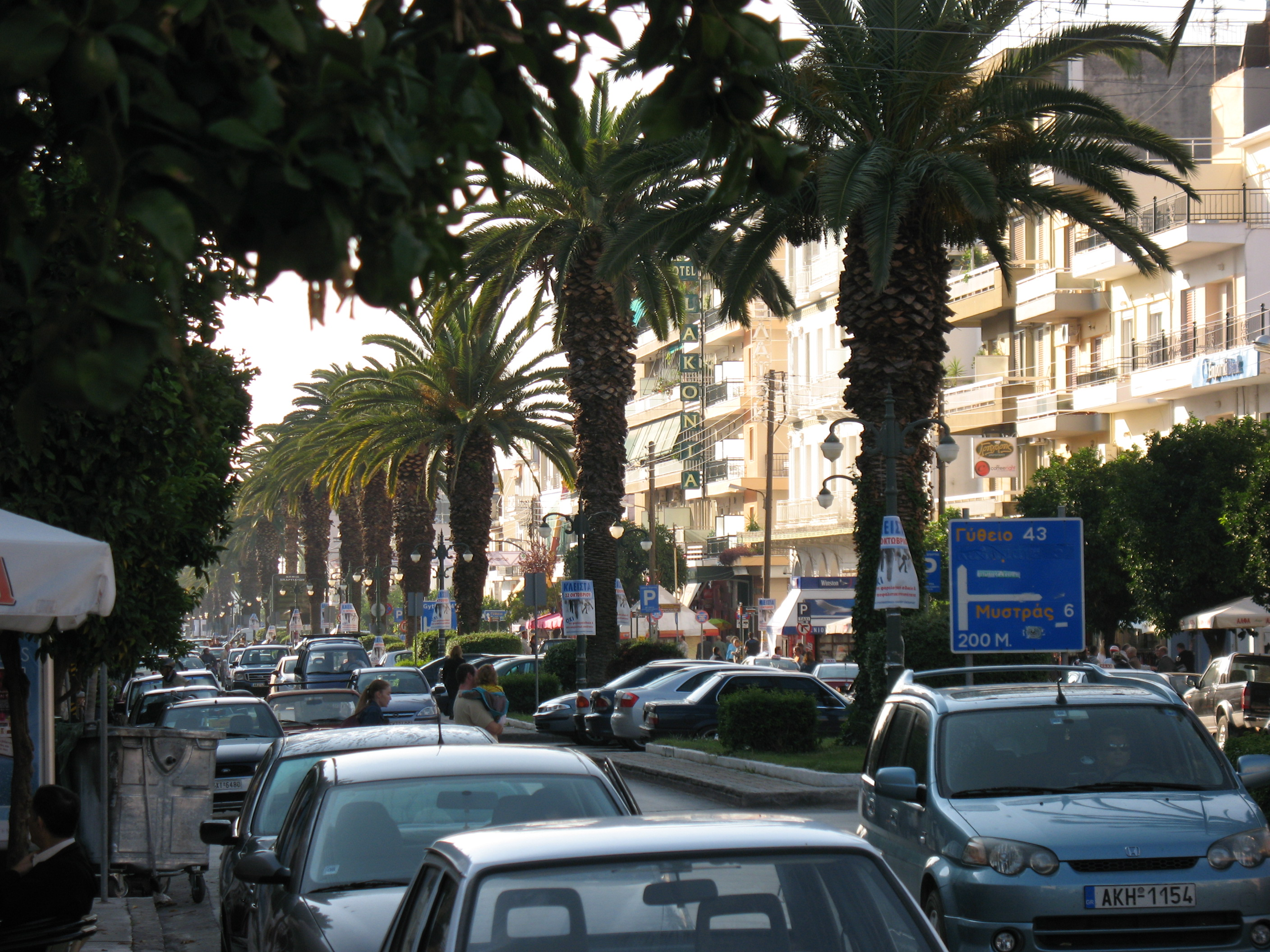
مشهد من شارع

بلديات أسبرطة قد أنشئت في 2011 لأصلاح الحكم المحلي من خلال اندماج السبعة بلديات السابقين، والتي أصبحت الوحدات البلدية:
- فارس
- كاريي
- ميستراس
- أونيناتاس
- بيليانا
- أسبرطة
- ثيربانيس

البلدية لديها منطقة تساوي  1,181.780 ك.م2، وحدة البلدية لديها منطقة تساوي 84.453كيلومتر مربع.

### التركيبة السكانية
| العام | المدينة | الوحدة المحلية | البلدية |
| ----- | ------- | -------------- | ------- |
| 1961  | 10,412  | —              | —       |
| 1981  | 12,975  | —              | —       |
| 1991  | 13,011  | 16,322         | —       |
| 2001  | 14,817  | 19,567         | —       |
| 2011  | 17,408  | 19,854         | 35,259  |

## المناخ
The city of Sparta enjoys a sunny and warm Mediterranean climate (Köppen Csa). Winters are mild and cool, while summers tend to be particularly hot. January mean maximum temperatures are around 14 °م (57 °ف) or 15 °م (59 °ف) while July and August mean maximum temperatures are around 36 °م (97 °ف) in the city proper. Sparta is notorious for its scorching summer heat; during July 2012 the city registered an average maximum temperature of 38.3 °م (100.9 °ف), making it Greece's highest monthly average maximum temperature to date.
| البيانات المناخية لـSparta Airport (HNMS ,1974–2004) | البيانات المناخية لـSparta Airport (HNMS ,1974–2004) | البيانات المناخية لـSparta Airport (HNMS ,1974–2004) | البيانات المناخية لـSparta Airport (HNMS ,1974–2004) | البيانات المناخية لـSparta Airport (HNMS ,1974–2004) | البيانات المناخية لـSparta Airport (HNMS ,1974–2004) | البيانات المناخية لـSparta Airport (HNMS ,1974–2004) | البيانات المناخية لـSparta Airport (HNMS ,1974–2004) | البيانات المناخية لـSparta Airport (HNMS ,1974–2004) | البيانات المناخية لـSparta Airport (HNMS ,1974–2004) | البيانات المناخية لـSparta Airport (HNMS ,1974–2004) | البيانات المناخية لـSparta Airport (HNMS ,1974–2004) | البيانات المناخية لـSparta Airport (HNMS ,1974–2004) | البيانات المناخية لـSparta Airport (HNMS ,1974–2004) |
| الشهر                                                | يناير                                                | فبراير                                               | مارس                                                 | أبريل                                                | مايو                                                 | يونيو                                                | يوليو                                                | أغسطس                                                | سبتمبر                                               | أكتوبر                                               | نوفمبر                                               | ديسمبر                                               | المعدل السنوي                                        |
| ---------------------------------------------------- | ---------------------------------------------------- | ---------------------------------------------------- | ---------------------------------------------------- | ---------------------------------------------------- | ---------------------------------------------------- | ---------------------------------------------------- | ---------------------------------------------------- | ---------------------------------------------------- | ---------------------------------------------------- | ---------------------------------------------------- | ---------------------------------------------------- | ---------------------------------------------------- | ---------------------------------------------------- |
| متوسط درجة الحرارة الكبرى °م (°ف)                    | 14.4 (57.9)                                          | 15.1 (59.2)                                          | 17.7 (63.9)                                          | 21.3 (70.3)                                          | 27.0 (80.6)                                          | 32.2 (90.0)                                          | 34.8 (94.6)                                          | 34.3 (93.7)                                          | 30.5 (86.9)                                          | 25.7 (78.3)                                          | 19.4 (66.9)                                          | 15.2 (59.4)                                          | 24.0 (75.1)                                          |
| المتوسط اليومي °م (°ف)                               | 9.6 (49.3)                                           | 10.2 (50.4)                                          | 12.4 (54.3)                                          | 15.8 (60.4)                                          | 21.2 (70.2)                                          | 26.2 (79.2)                                          | 28.5 (83.3)                                          | 27.8 (82.0)                                          | 24.2 (75.6)                                          | 19.6 (67.3)                                          | 14.2 (57.6)                                          | 10.8 (51.4)                                          | 18.4 (65.1)                                          |
| متوسط درجة الحرارة الصغرى °م (°ف)                    | 3.5 (38.3)                                           | 3.8 (38.8)                                           | 5.5 (41.9)                                           | 7.6 (45.7)                                           | 11.8 (53.2)                                          | 15.9 (60.6)                                          | 18.7 (65.7)                                          | 18.0 (64.4)                                          | 15.3 (59.5)                                          | 12.3 (54.1)                                          | 8.2 (46.8)                                           | 5.1 (41.2)                                           | 10.5 (50.9)                                          |
| معدل هطول الأمطار مم (إنش)                           | 90.7 (3.57)                                          | 84.6 (3.33)                                          | 73.3 (2.89)                                          | 66.0 (2.60)                                          | 47.4 (1.87)                                          | 14.6 (0.57)                                          | 18.8 (0.74)                                          | 26.4 (1.04)                                          | 30.8 (1.21)                                          | 54.6 (2.15)                                          | 90.0 (3.54)                                          | 107.9 (4.25)                                         | 705.1 (27.76)                                        |
| المصدر: Meteoclub.gr                                 |                                                      |                                                      |                                                      |                                                      |                                                      |                                                      |                                                      |                                                      |                                                      |                                                      |                                                      |                                                      |                                                      |

### المواقع الأساسية

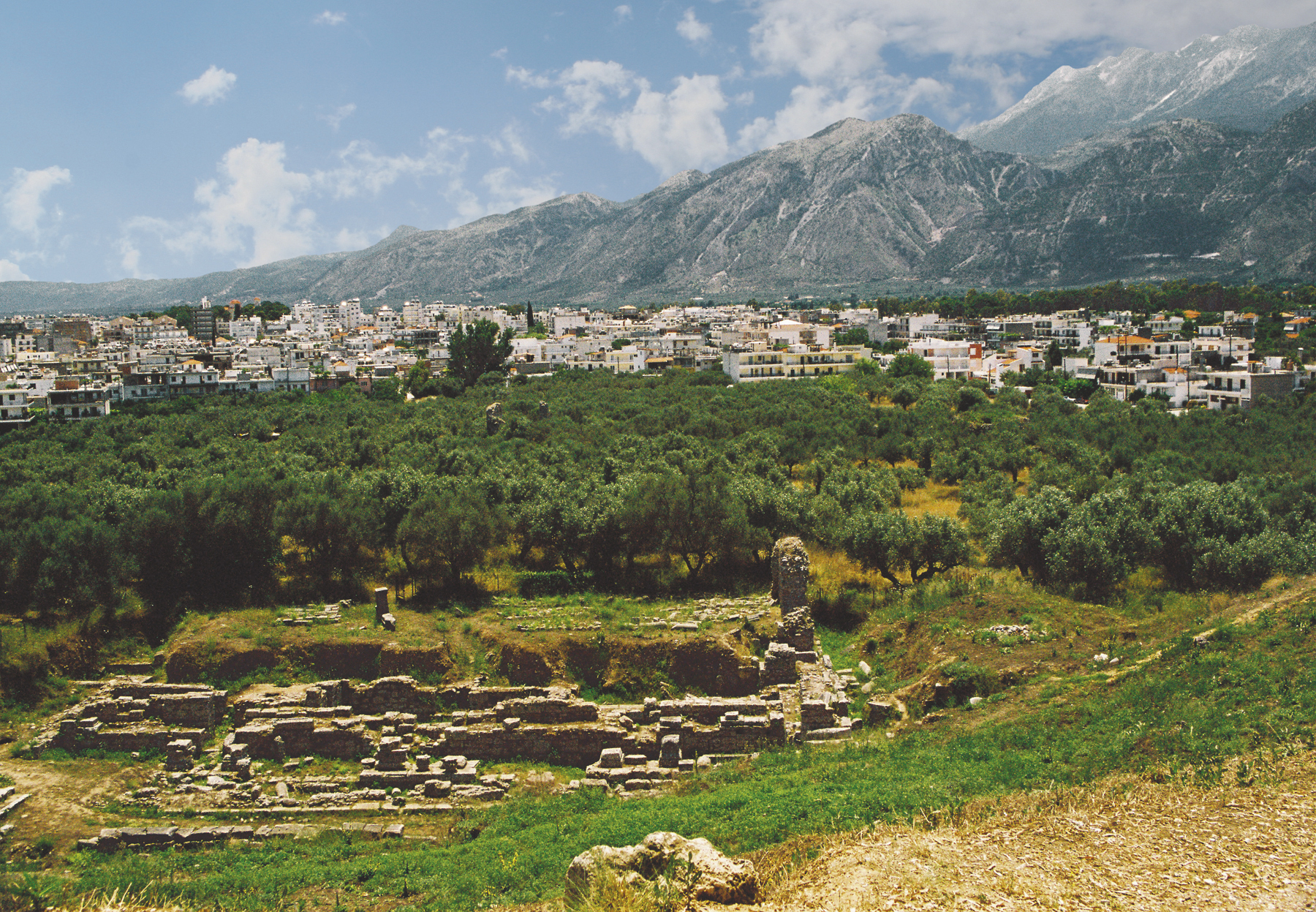
مسرح أسبرطة القديمة مع جبل تايجتوس في الخلفية.

## المدن المشابهة
أسبرطة تتشابه مع:
| - تارانتو، إيطاليا - جبيل، لبنان - كاتونسفيل، الولايات المتحدة - Moreland، فيكتوريا (أستراليا)، أستراليا | - نيش، صربيا - شوبرون، المجر - ستامفورد (كونيتيكت)، الولايات المتحدة |

## روابط خارجية
- Laconia.org
- الموقع الرسمي لبلدية أسبرطة (باليونانية)